# Avon River (Lake Wellington)

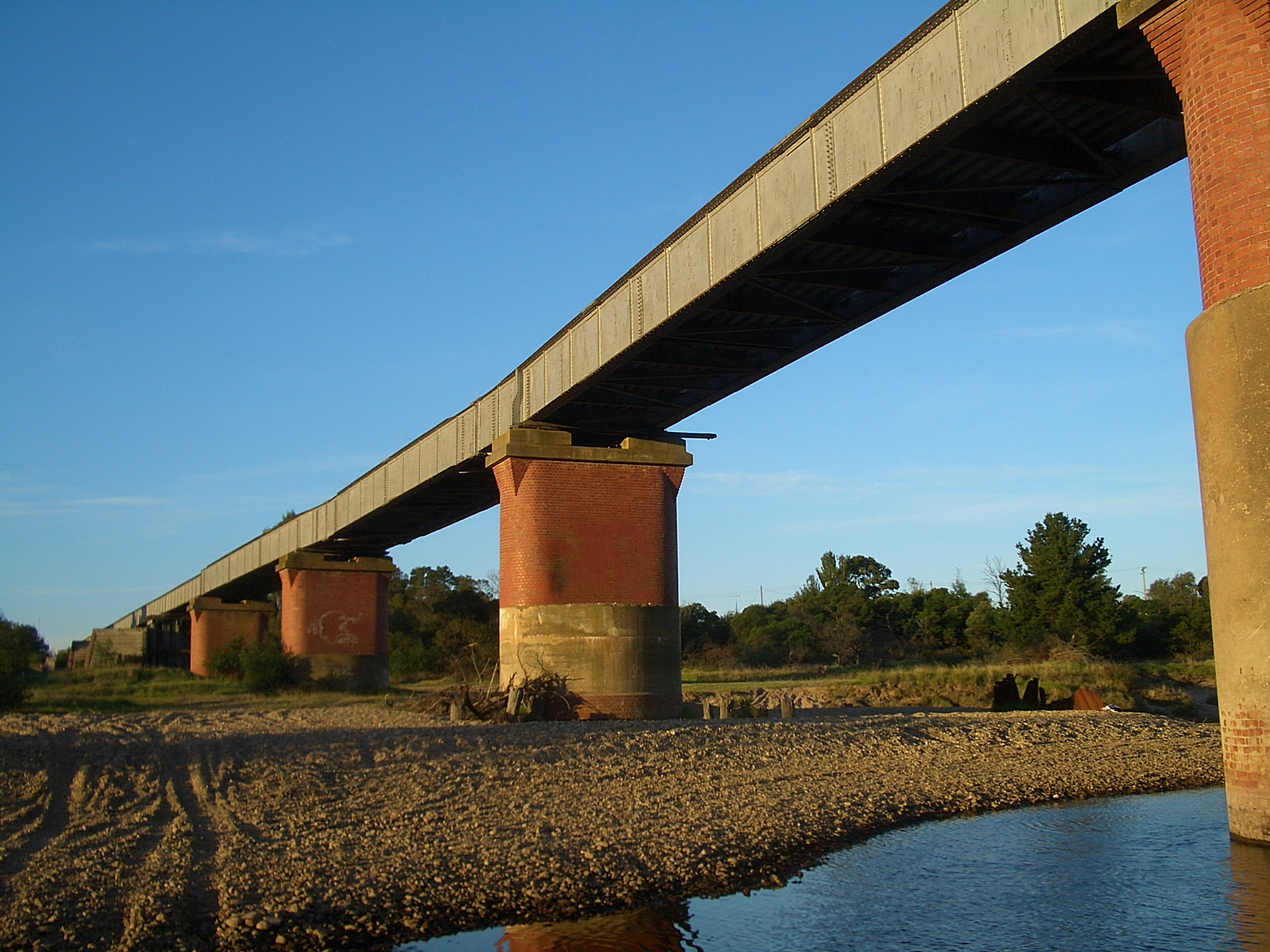
Eisenbahnbrücke über den Avon River

Der Avon River ist ein Fluss in Gippsland im australischen Bundesstaat Victoria.

## Verlauf
Der Avon River entspringt an den Hängen des Mount Wellington (Höhe: 1634 m) im östlichen Hochland und fließt nach Süden zum Lake Wellington. Seine wichtigsten Nebenflüsse sind der Valencia Creek, der Freestone Creek und der Perry River, der erst kurz vor dem Lake Wellington zufließt.
Der Oberlauf des Flusses liegt im rauen, stark bewaldeten und größtenteils unzugänglichen Avon Wilderness Park. Der Fluss fließt zunächst durch bewaldetes Hügelland und dann durch offenes, landwirtschaftlich genutztes Gelände. In der Nähe von Stratford hat der Fluss sein Bett auf bis zu 500 m Breite erweitert. An dieser Stelle besteht es hauptsächlich aus Sand- und Kiesbänken. Weiter flussabwärts grenzt der Macallister Irrigation District an. Der Nuntin Creek, der sehr viel Abfluss aus landwirtschaftlich genutzten Flächen bringt, fließt zehn Kilometer unterhalb Stratford zu.
Zusammen mit dem Latrobe River und dem Thomson River fließt er in den Lake Wellington, den westlichsten der Gippsland-Seen.

### Nebenflüsse mit Mündungshöhen
- Mount Hump Creek – 274 m
- Turton River – 220 m
- McColl Creek – 169 m
- Ben Cruachan Creek – 119 m
- Navigation Creek – 102 m
- Valencia Creek – 49 m
- Freestone Creek – 34 m
- Blackall Creek – 16 m
- Nuntin Creek – 6 m
- Perry River – 3 m[1]

Latrobe River und Thomson River werden in großem Umfang für die Wasserversorgung von Melbourne, Australiens größte Papiermühle und die Kraftwerksindustrie des Latrobe Valley, sowie für die Bewässerung des Landes genutzt. Der Avon River blieb bisher von derartiger Nutzung und Wasserableitungen verschont.

## Kultur
Der Avon River war für den Aboriginesstamm der Kurnai sehr wichtig, was man im Knob-Reservat, drei Kilometer südlich von Stratford, sieht, das Teil des Bataluk Cultural Trail ist. Dieser Wanderweg zeigt kulturell wichtige Orte dieser ersten Einwohner des östlichen Gippsland auf.